# 密雲巡撫
密雲巡撫，為明朝末年設立的一個巡撫職位。
崇禎十一年，自順天巡撫析置，轄區包括密雲縣等。

## 歷任巡撫
| 序次                           | 姓名   | 生卒年         | 字   | 籍贯     | 出任年               | 卸任年               | 备注 |
| 明朝崇禎十一年五月始設密雲巡撫 |        |                |      |          |                      |                      | |
| 1                              | 趙光抃 | 1595年—1643年  | 彦清 | 江西德化 | 崇禎十一年（1638年） | 崇禎十一年（1638年） | 崇禎十一年五月以太僕寺少卿兼巡察薊遼邊務陞任；後因告發密雲監軍太監鄧希詔「奸謀通敵」不成，為其同黨御馬監太監孫茂霖誣告謊報，革職充軍廣東。             |
| 2                              | 王繼謨 | 1589年—1645年  | 顯我 | 陝西府谷 | 崇禎十一年（1638年） | 崇禎十五年（1642年） | 崇禎十一年十一月以山石關内道兵備副使陞任。崇禎十五年十一月為兵科給事中方士亮以做事不力為名，彈劾罷免。十六年初得直復任，旋陞宣大總督，並兼管順天巡撫。 |
| 3                              | 錢天錫 | 約1594～1650年 | 公永 | 湖廣竟陵 | 崇禎十五年（1642年） | 崇禎十六年（1643年） | 崇禎十五年十二月以保定參政、改右僉都御史升任巡撫；崇禎十六年四月因查賄賂給事中楊枝起、廖國遴為其謀巡撫職一事屬實，一同革職，下召獄。                   |
| 4                              | 宋權   | 1598年—1652年  | 元平 | 河南商邱 | 崇禎十六年（1643年） | 崇禎十七年（1644年） | 號雨恭，又號梁園。十六年五月自遵化兵備副使暨監軍御史，改右僉都御史調任；崇禎十七年二月命遷 順天巡撫。                                                  |
| 5                              | 王則堯 | 1603年—1644年  | 心祁 | 山西翼城 | 崇禎十七年（1644年） | 崇禎十七年（1644年） | 崇禎十七年二月乙丑由密雲兵備副使、擢右副都御史升任，未幾三月戊申，甲申之變降順朝，改授順天府尹。                                                       |